# Della M. Newman
Della M. Newman (nascida em 6 de junho de 1932) é uma mulher de negócios norte-americana que serviu como embaixadora dos Estados Unidos na Nova Zelândia e Samoa de 1989 a 1992.
Newman presidiu a campanha de George H. W. Bush no estado de Washington. Na época da sua nomeação, ela era proprietária de um imóvel e chefiava a Association of Washington Business, o principal grupo de lobby empresarial do estado. Apesar de nunca ter estado na Nova Zelândia, “Newman sentiu que foi convidada a preencher o cargo de embaixadora por causa do seu activismo partidário e por causa das semelhanças entre a Nova Zelândia e o Noroeste do Pacífico. 'A Nova Zelândia tem um clima semelhante, eles falam inglês e estão na costa do Pacífico', disse ela.”
A nomeação de Newman foi uma das três suspensas porque "foram considerados não qualificados pela Academia Americana de Diplomacia". Citado foi o fato de que ela não foi apenas a Presidente Estadual da sua campanha, mas também que o seu marido foi um dos principais contribuintes.